# Śpiączka
Śpiączka (z gr. κῶμα koma, co znaczy głęboki sen, łac. coma) – głębokie zaburzenie świadomości i przytomności, związane z rozpadem cyklu czuwania i wzbudzenia, objawiające się brakiem reakcji nawet na silne bodźce oraz uogólnionym bezruchem. 
Często jest wynikiem urazu pnia mózgu, występuje też przy uszkodzeniu tworu siatkowatego rdzenia kręgowego. Może to być uszkodzenie pierwotne lub wtórne, powstałe w sposób pośredni wskutek np. procesu ekspansywnego lub uszkodzenia pochodzenia naczyniowego.
Śpiączka może być również wynikiem zaburzeń powodujących rozlane uszkodzenie systemu nerwowego, np. w przebiegu zatrucia, bez względu na przyczynę.
Typowymi objawami śpiączki są: brak reakcji na bodźce, brak spontanicznych ruchów, brak odruchów, brak kontaktu słownego.

## Najczęstsze przyczyny śpiączek
- urazy mózgu, a konkretnie stłuczenie pnia mózgu, rzadziej uraz obejmujący obie półkule mózgu[3].
- zaburzenia metaboliczne
  - powikłania cukrzycy
    - hipoglikemia
    - kwasica ketonowa
    - stan hiperosmolarny
    - kwasica mleczanowa

  - mocznica
  - encefalopatia wątrobowa
- rozlane uszkodzenia mózgu
- zatrucie lekami
- zapalenie mózgu,
- krwawienie podpajęczynówkowe,
- zmiany nadnamiotowe
  - krwawienie (sprawdzić, czy jest ślad urazu)
    - śródmózgowe
    - podtwardówkowe
    - nadtwardówkowe

  - udar mózgu
  - guz mózgu
  - ropień mózgu
- zmiany podnamiotowe
  - udar pnia mózgu
  - krwawienia do mostu
  - krwawienia do móżdżku
- zaburzenia psychiczne
  - zaburzenia konwersyjne
  - katatonia
  - depresja
- choroby zakaźne
  - trypanosomatoza afrykańska

## Ocena stopnia śpiączki (Skala Glasgow)
Aby ocenić stopień śpiączki, stosowany jest schemat postępowania zaproponowany przez Teasdal i Jenneta (1974 r.). Polega on na ocenie otwierania oczu, najlepszej odpowiedzi werbalnej oraz najlepszej odpowiedzi ruchowej na zadany bodziec. Parametry te należy rozpatrywać łącznie z odruchami źrenicznymi, odruchami „głowy lalki”, ciśnieniem tętniczym, oddechem, tętnem, temperaturą ciała.
Skala Glasgow (GCS, na podstawie schematu Teasdale i Jennetta 1974 r.)
- otwieranie oczu
  - 1 – brak
  - 2 – na ból
  - 3 – na polecenie
  - 4 – spontanicznie
- kontakt słowny
  - 1 – brak
  - 2 – niezrozumiałe dźwięki, pojękiwanie
  - 3 – niewłaściwe słowa lub krzyk
  - 4 – mowa chaotyczna, uwaga zachowana
  - 5 – zorientowany co do miejsca, czasu i własnej osoby
- reakcja ruchowa
  - 1 – brak
  - 2 – reakcja wyprostna na ból (sztywność z odmóżdżenia)
  - 3 – reakcja zgięciowa na ból (sztywność z odkorowania)
  - 4 – celowe ruchy zmierzające do uniknięcia bodźca bólowego (zginanie – wycofywanie kończyny)
  - 5 – lokalizuje ból
  - 6 – spełnia polecenia

## Klasyfikacja ICD10
| kod ICD10     | nazwa choroby                          |
| ------------- | -------------------------------------- |
| ICD-10: R40.2 | Śpiączka, nieokreślona                 |
| ICD-10: E03.5 | Śpiączka w obrzęku śluzowatym          |
| ICD-10: E15   | Śpiączka hipoglikemiczna niecukrzycowa |
| ICD-10: P91.5 | Śpiączka noworodka                     |